# 锰(IV)酸锂
锰(IV)酸锂是一种无机化合物，化学式为Li2MnO3。它可用于锂离子电池的正极材料。

## 制备
锰(IV)酸锂可由氢氧化锂和碳酸锰按化学计量比混合，在空气中于800℃灼烧得到。

## 性质
锰(IV)酸锂和CsO1.2加热反应，可以得到蓝绿色的Cs2LiMnO4晶体。它可以被锂还原为LiMnO2。